# Holy Noise
Holy Noise was een Nederlandse houseband uit Rotterdam. In de periode 1990-1993 brachten zij een aantal singles uit en een album. Hun grootste hit was James Brown Is Still Alive! (1991), een reactie op de hit James Brown Is Dead! van de groep LA Style. Beide hits worden in de Nederlandse hardcore wereld gezien als een van de eerste echte hardcore house hits.
In dat jaar brachten ze ook de vooral in hardcore scene legendarische nummers The Nightmare en Get Down Everybody. In 2000 verscheen nog de 2000 versie van Get Down Everybody.
Holy Noise (letterlijk vertaald: Heilige Herrie) bestond uit de producers Rob Fabrie, Richard van Naamen, Paul Elstak, Frans Verstege en MC Alee

## Discografie

### Singles
| Single met eventuele hitnotering(en) in de Nederlandse Top 40 | Datum van verschijnen | Datum van binnenkomst | Hoogste positie | Aantal weken | Opmerkingen                                                      |
| ------------------------------------------------------------- | --------------------- | --------------------- | --------------- | ------------ | ---------------------------------------------------------------- |
| Father Forgive Them                                           | 1990                  |                       |                 |              |                                                                  |
| Enter The Darkness'                                           | 1991                  |                       |                 |              |                                                                  |
| Get Down Everybody                                            | 1991                  |                       |                 |              |                                                                  |
| James Brown Is Still Alive!                                   |                       | 16-11-1991            | 8               | 8            |                                                                  |
| James Brown Is Still Alive! (The Remixes)                     | 1991                  |                       |                 |              |                                                                  |
| The Nightmare                                                 | 1991                  |                       |                 |              | Holy Noise Presents The Global Insert Project                    |
| Get Down Everybody (The Remixes)                              | 1992                  |                       |                 |              |                                                                  |
| The Sound Of Rotterdam Vol. 1                                 | 1992                  |                       |                 |              |                                                                  |
| The Nightmare (The Final Remixes)                             | 1992                  |                       |                 |              | (Bereikte in 1993 plaats 69 en bleef 4 weken in de Mega Top 100) |
| Hardcore Will Never Die                                       | 1993                  |                       |                 |              |                                                                  |
| Get Down Everybody 2000                                       | 2000                  |                       |                 |              |                                                                  |

### Albums
| Album            | Jaar |
| ---------------- | ---- |
| Organoised Crime | 1991 |